# Columna vertebral en relación con la Odontología

## Introducción
Estudios en la medicina contemplan al cuerpo humano como un “todo” ya que no siempre un dolor de espalda es causado por un problema en la columna ni el dolor de cabeza es causado por algo que se encuentre necesariamente en el cráneo. Es así que nace la idea de que síntomas como mareos, otitis (inflamación del oído), contracciones musculares, pérdida de equilibrio y desviación de cervicales pueden ser originados por algún tipo de disfunción dentaria.
“La mandíbula y la columna vertebral forman una unidad” (Becker/2007), de esa manera se menciona la relación entre mordida cruzada y una desviación en la columna vertebral, ya que el fenómeno de mordida cruzada es el movimiento en donde la mandíbula inferior se antepone al maxilar superior al cerrar la boca, causando así una desviación lateral de la columna llamada escoliosis. 
La tensión de la musculatura mandibular es una de las causas de una desviación considerable en la columna. Los movimientos de dichos músculos (junto con músculos adyacentes) se generan una exactitud de centésimos de milímetro. Una desviación de un milímetro en la mandíbula provoca una desviación compensatoria en la columna de un centímetro, originando contracciones musculares que logran que las vértebras se desplacen. 
Se sabe que las costumbres de rechinar los dientes al dormir, apretar los labios, morder lápices o apretar los dientes en una situación de estrés (denominado como bruxismo), pueden provocar contracturas en los músculos de la masticación y adyacentes teniendo efectos que perjudican la musculatura del cuello, espalda y paravertebrales.
La mordida cruzada es una alteración de la oclusión en un plano horizontal, se clasifica en 3 clases. Oclusión clase I, cúspide mesiobucal del primer molar superior ocluye con el surco bucal del primer molar inferior, es decir que existe una relación molar normal, pero hay anomalías en relaciones verticales y transversales o hay desviación sagital de incisivos. Oclusión clase II, cúspide mesiobucal del primer molar superior ocluye anterior (adelante) al surco bucal del primer molar inferior, es decir que el molar inferior se encuentra situado distalmente respecto a la relación molar normal, puede haber una oclusión correcta o incorrecta. Hay dos tipos; clase II división 1 es cuando los incisivos maxilares están inclinados hacia vestibular y la clase II división 2 que es cuando los incisivos superiores se encuentran inclinados hacia palatino (causando apiñamiento en zona de incisivos laterales y caninos de la arcada superior). Oclusión clase III; molar inferior se encuentra situado mesialmente respecto de la relación molar normal, línea de oclusión puede aparecer correcta o incorrecta.

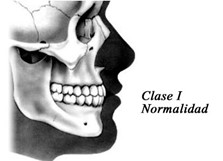
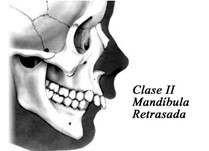
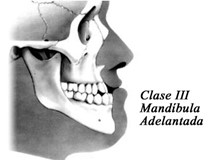

La postura corporal desde un punto de vista estático, es la posición relativa del cuerpo en el espacio donde se encuentra. Para que un cuerpo esté en equilibrio perfecto los pabellones auriculares deberán encontrarse en el mismo plano horizontal, de la misma manera los hombros, las caderas y las manos. Esa posición de equilibrio en la postura, se logra si existe un cuerpo sano desde un punto de vista músculo-esquelético. Desde un punto de vista dinámico, la postura es el control minucioso de la actividad neuromuscular para mantener el centro de gravedad dentro de la base de la sustentación.
La columna vertebral es considerada de gran importancia en el mantenimiento de la postura. La columna presenta 4 curvas compensadas en el plano sagital, los segmentos cervicales y lumbares son convexos hacia adelante mientras que los segmentos torácicos y coccígeos convexos hacia atrás. Tales curvas dan elasticidad permitiendo el balanceo del cuerpo en posición vertical, esto se logra colocando el eje de gravedad y la masa vertical en el área que cubren los pies.
El equilibrio postural de la columna se encuentra condicionado por; una relación normal osteoarticular intervertebral, una relación oclusal normal, equilibrio en la musculatura craneal y maxilomandibular, apoyo normal podal y un equilibrio de la musculatura en los miembros inferiores.
El estado de equilibrio desde el punto de vista propioceptivo, se relaciona con el sistema tónico postural ya que los órganos de este poseen receptores posturales primarios con funciones exteroceptivas y propioceptivas que informan al SNC del estado de equilibrio e inducen una respuesta postural. Dicha información modifica el estado biocinemático muscular y el equilibrio osteoarticular.
El sistema masticatorio (sistema estomatognático) es una entidad fisiológica y funcional que funciona en el acto masticatorio, en la deglución, respiración, fonación y postura del hueso hioides, lengua y mandíbula. Su actividad funcional depende de la acción de los músculos masticatorios que son guiados por los impulsos nerviosos (mecanismo neuromuscular) y por la participación de los dientes, periodonto y articulación temporomandibular.
Existen cadenas musculares que relacionan el sistema masticatorio con el resto del cuerpo y son denominadas como; la cadena anterior que se encuentra formada por los músculos hioideos, orbicular de los labios, pterigoideos externos y lengua, después se encuentra la cadena anterolateral que es constituida por los músculos maseteros, temporales, pterigoideos internos y esternocleidomastoideo, posterior, la cadena posterior que se encuentra integrada por músculos espinales cervicales y la cadena posterolateral que se integra por músculos temporales y trapecios junto con la lengua (tendón central).
La articulación temporomandibular se encuentra conectada a los músculos y ligamentos de la región cervical y forma parte del sistema denominado como “sistema cráneo-cérvico-mandibular”.
El movimiento de cierre mandibular se produce por la acción de los músculos pterigoideos internos y temporales junto con la acción de los músculos maseteros y pterigoideos laterales superiores, los cuales de manera inicial funcionan de manera simétrica y posteriormente ayudan en el movimiento de cierre.

## Desarrollo
La mandíbula y los músculos del cuello trabajan juntos durante los movimientos al momento del contacto dentario. La información sensorial orofacial (recogida por el periodonto) modifica la actividad de los músculos del cuello y regula y mantiene la postura del cuerpo. 
Los contactos oclusales, las articulaciones temporomandibulares y las patologías de los músculos masticadores son capaces de causar modificaciones posturales y un desequilibrio del aparato locomotor. 
De igual manera es posible que las alteraciones posturales afecten la posición mandibular, la oclusión, el componente muscular y la articulación temporomandibular, causando movimientos biomecánicos. Un ejemplo se observa cuando la cabeza “adopta” una posición de rotación posterior con anteproyección, lo que causa que la mandíbula se desplace de manera posterior a su posición normal. De igual manera cuando la cabeza “adopta” una posición de rotación anterior, se origina que la mandíbula se desplace de manera anterior a su posición normal. Estos dos ejemplos demuestran como los contactos dentinarios entre maxilar y mandíbula son afectados de manera grave creando una inestabilidad y bruxismo, conllevando alteraciones en los patrones musculares y en las posiciones de la articulación temporo mandibular (ATM).
Existen tres tipos de clases de desequilibrio postural causados por la oclusión y son; la Clase I, Clase II y la Clase III. 
Clase I: llamada como “equilibrio postural”, es una posición normalizada de la cabeza causada por una relación “neutra” de los molares.
María José Novo; Miriam Changir; Oscar Quirós A.. (2013). Relación de las alteraciones plantares y las Maloclusiones dentarias en niños. 20 de noviembre de 2018, de Revista latinoamericana de ortodoncia odontopediatría Sitio web: https://www.ortodoncia.ws/publicaciones/2013/art-32/

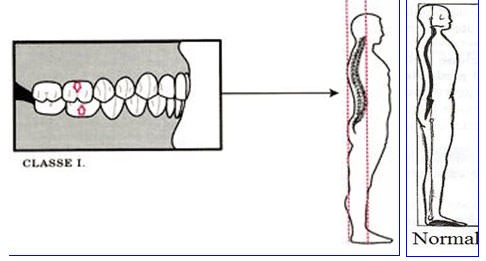

Clase II:  se da cuando existe una clase 2 en la clasificación de Angle ya que consiste en que el maxilar se encuentra en una posición mesial en relación con el arco mandibular y por lo tanto el cuerpo de la mandíbula se encuentra distal al marco maxilar, lo que origina que el paciente adelante la posición de la cabeza buscando compensación y equilibrio, aunque lo único que se origina son repercusiones importantes sobre la ATM, sobre la columna cervical y por ende en todo el resto de la columna vertebral.
Por lo que cuando existe una hiperextensión de la cabeza, el plano de Frankfurt, denominado como el plano cefalométrico que pasa por el punto más bajo del reborde inferior de la órbita (punto infraorbitario) y por el punto más alto del conducto auditivo externo (porion), ya no se encuentra horizontal lo que aumenta la tensión de las cadenas musculares dorsales y se hiperextienden las ventrales causando la contracción de los músculos supra e infrahioideos.

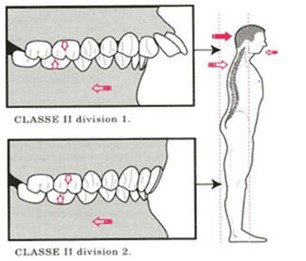

Existen dos tipos dentro de la clasificación de Angle 
•	Clasificación 2 división 1: incisivos orientados hacia adelante con ausencia en contacto anterior generando un desequilibrio posterior. 
•	Clasificación 2 división 2: incisivos orientados hacia atrás causando un “adelanto” en la cabeza y los hombros generando un desequilibrio anterior
Clase III: aumenta la actividad de la musculatura prevertebral, se verticaliza la columna cervical desapareciendo su lordosis normal conduciendo un aumento en la tensión de los músculos infra y suprahioideos. Lo anterior genera que el paciente mire hacia abajo y su apoyo plantar sea plano. A consecuencia, se genera un desequilibrio que desarrolla una cifosis cervical, una doble curvatura en las cervicales con desplazamiento craneal en hiperextensión dorsal.

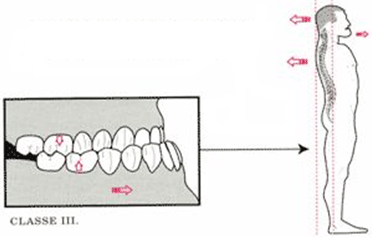

Desequilibrio postural en mordidas cruzadas
Si se llegan a desarrollar interferencias oclusales entre las arcadas se originan desviaciones funcionales, dentarias, dento-alveolares y esqueléticas. Estas desviaciones en la boca llevan a inclinaciones en el plano oclusal que, para compensar los movimientos, provocan desviaciones faciales, cervicales y en el resto del organismo hasta desencadenar cambios en los apoyos de los pies.

## Conclusiones
Es necesario realizar un diagnóstico ortodóntico al igual que una investigación postural para evaluar la existencia y la importancia de una correlación ocluso-postural patológica con el fin de establecer un correcto plan de tratamiento. De igual manera en la relación “biomecánica-cráneo mandibular, cervical, región hioidea y vías aéreas” se sugiere (para normalizar las relaciones entre estas estructuras), un diagnóstico preciso basado en un método objetivo de evaluación radiográfica que determine la biomecánica de manera correcta.
La patología diagnosticada se puede encontrar de manera ascendente o descendente. Si es de tipo descendente significa que es oportuno y correcto tratar inicialmente la oclusión con la seguridad de que se obtendrán beneficios a nivel de la articulación temporomandibular, de los músculos masticatorios y en el resto del cuerpo. Si es de tipo ascendente, siendo la maloclusión secundaria a un problema podal, sacro-iliaco o vertebral, cualquier intervención de manera oclusal sería la incorrecta, en especial si se tiene que modificar la relación cráneo-mandibular, por lo que se recomienda visitar a un especialista que logre el diagnóstico preciso y correcto para el futuro tratamiento a llevar a cabo.
Carmen Díaz Salcido
Investigaciones de artículos (diferentes autores)